# Europäischer Hilfsfonds
Der Europäische Hilfsfonds (Langtitel: Europäischer Hilfsfonds für die am stärksten benachteiligten Personen, EHAP) ist ein wichtiges Hilfsinstrument der Europäischen Union zur Bekämpfung von Armut, sozialer Ausgrenzung und Diskriminierung und zur Stärkung der sozialen Integration und des Zusammenhalts in der europäischen Gesellschaft und zur Ermöglichung eines gleichberechtigten Zugangs zu Chancen und Ressourcen für alle Unionsbürger.
Der Hilfsfonds finanziert Projekte oder Programme in den Unionsmitgliedstaaten zur Unterstützung von Personen, die in der EU am stärksten von Armut betroffenen sind. Der Europäische Hilfsfonds ist für den Zeitraum 1. Januar 2014 bis 31. Dezember 2020 eingerichtet.

## Ziele
Durch den Europäischen Hilfsfonds soll in Ergänzung zu den anderen Förderprogrammen der Europäischen Union die unmittelbaren Grundbedürfnisse von betroffenen Menschen erfüllt werden, um diese dann in die Lage zu versetzen, wieder am gesellschaftlichen Leben teilzunehmen, eine Chance auf einen Arbeitsplatz zu erlangen, oder an einem Ausbildungskurs teilnehmen zu können.

## Gründe
In der Europäischen Union wurde in den letzten Jahrzehnten ein erheblicher Wohlstand für die meisten Unionsbürger erreicht. Dennoch ist fast jeder vierte Unionsbürger nach wie vor von Armut oder sozialer Ausgrenzung bedroht. Konkret sind rund 120 Millionen Unionsbürger von Armut oder sozialer Ausgrenzung bedroht, rund 50 Millionen leben in einem Haushalt, in denen niemand einer Beschäftigung nachgehen kann und rund 40 Millionen Unionsbürger sind direkt von schwerer materieller Not betroffen und können sich z. B. nicht jeden zweiten Tag eine Mahlzeit mit Fleisch, Fisch oder vegetarisch gleichwertigen Lebensmitteln leisten, obwohl es von der Weltgesundheitsorganisation als Grundbedarf festgelegt ist. Zwischen 2009 und 2010 waren zudem rund 4,1 Millionen Menschen in der Europäischen Union obdachlos.
Kernstück der EU-Strategie «Europa 2020» ist auch die Bekämpfung von Armut und sozialer Ausgrenzung. Caritas Europa hat erhoben, dass die Armut seit 2010 in zwei von drei Unionsmitgliedstaaten angestiegen ist.

## Geschichte
Die Schaffung eines Europäischen Hilfsfonds für die am stärksten benachteiligten Personen war in der ursprünglichen Fassung des EWG-Vertrages 1957 nicht vorgesehen. Vor allem die Europäische Kommission in Verbindung mit dem Europäischen Parlament führte zwischen 1975 und 1994 eine Reihe von Pilotprojekten und Programmen zur Bekämpfung von Armut und Ausgrenzung in der Europäischen Union (damals Europäische Wirtschaftsgemeinschaft) durch, obwohl hierzu die eindeutigen rechtlichen Grundlagen fehlten (siehe z. B. das Europäische Nahrungsmittelhilfeprogramms für Bedürftige, MDP ab 1987.). Deswegen wurden diese Maßnahmen in diesem Bereich auch immer wieder – auch von Deutschland – angefochten.
1999 mit der Änderung der EU-Verträge durch den Vertrag von Amsterdam, wurde die Beseitigung sozialer Ausgrenzung ein Ziel der neu eingeführten Sozialpolitik der Europäischen Union (Artikel 19 AEUV). Es wurde 2000 ein Ausschuss für Sozialschutz eingesetzt, um die Zusammenarbeit mit der Kommission und zwischen den Mitgliedstaaten zu fördern. Dadurch wurde es nun möglich, Unterstützung für Menschen ohne Bezugnahme auf arbeitsmarkt- oder umweltpolitische Themen bereitzustellen, wie dies zuvor zwingend erforderlich war, aufgrund der bis dahin fehlenden Kompetenzen der Europäischen Union in diesem Bereich.
Mit der 2000 begonnenen Strategie von Lissabon wurde ein Überwachungs- und Koordinierungsmechanismus begründete, der die Festlegung von Zielvorgaben, die Ermittlung der Armutsquote anhand von Indikatoren und Benchmarks, Leitlinien für die Mitgliedstaaten und nationale Aktionspläne gegen Armut umfasste. Auch die offene Methode der Koordinierung (OMK) kam zur Anwendung – in Übereinstimmung mit der Praxis in anderen Bereichen der Sozialpolitik.
Mit der Empfehlung zur aktiven Eingliederung der aus dem Arbeitsmarkt ausgegrenzten Personen vom Oktober 2008 aktualisierte die Kommission die Empfehlung 92/441/EWG des Rates und empfahl den Mitgliedstaaten «eine integrierte umfassende Strategie zur aktiven Eingliederung der aus dem Arbeitsmarkt ausgegrenzten Personen zu gestalten und durchzuführen, die angemessene Einkommensunterstützung, integrative Arbeitsmärkte und Zugang zu hochwertigen Dienstleistungen in sich vereint». Im Rahmen der Strategie „Europa 2020“ für intelligentes, nachhaltiges und inklusives Wachstum war eine neue gemeinsame Zielsetzung bei der Bekämpfung von Armut und sozialer Ausgrenzung, nämlich die Verringerung der Zahl der unter der nationalen Armutsgrenze lebenden Europäer um 25 %, wodurch mehr als 20 Millionen Menschen aus der Armut befreit würden. Die Zahl der Menschen, die von Armut und Ausgrenzung bedroht sind, ist allerdings nach wie vor hoch: Sie ist erst 2017 zum ersten Mal erheblich gesunken (um 1,5 Millionen gegenüber dem Jahr 2016 (Eurostat)).
Im Dezember 2010 wurde von der Europäischen Kommission die Europäische Plattform gegen Armut und soziale Ausgrenzung gegründet. Seit 2011 findet im Rahmen der Plattform ein jährlicher Konvent statt, der Politiker, zentrale Interessenträger und von Armut betroffene Menschen zusammenführen soll. Durch die Banken-, Finanz- und Wirtschaftskrise seit 2007 ist die Zahl der armutsgefährdeten Menschen in Europa erheblich gestiegen. Die Europäische Kommission nahm daher 2013 zwei weitere Initiativen an („Sozialinvestitionen für Wachstum und sozialen Zusammenhalt – Sozialinvestitionspaket“ und einen Vorschlag zur Stärkung der sozialen Dimension im Rahmen der Steuerung der Wirtschafts- und Währungsunion).
Im März 2014 erließen das Europäische Parlament und der Rat die Verordnung (EU) Nr. 223/2014 über den Europäischen Hilfsfonds für die am stärksten benachteiligten Personen. Der Europäische Hilfsfonds löst direkt das Europäische Nahrungsmittelhilfeprogramm für Bedürftige ab.
Im April 2017 führte die Europäische Kommission die Europäische Säule sozialer Rechte ein. Damit soll mit Blick auf bessere Arbeits- und Lebensbedingungen auf die zunehmend flexibleren Arbeitsmärkte reagiert werden. Mit der europäischen Säule sozialer Rechte wurde eine Reihe von legislativen und politischen Initiativen auf den Weg gebracht, etwa der Vorschlag für eine Richtlinie des Europäischen Parlaments und des Rates über transparente und verlässliche Arbeitsbedingungen oder das Paket zu sozialer Gerechtigkeit (Europäische Arbeitsbehörde, Zugang zum Sozialschutz) .

## Begünstigte Personengruppe
Wer im Sinne des Europäischen Hilfsfonds für die am stärksten benachteiligten Personen tatsächlich am stärksten benachteiligte Personen sind, wird von den Unionsmitgliedstaaten aus Eigenem definiert. Grundsätzlich sind die Unionsmitgliedstaaten dabei an die recht offene Definition in Artikel 2 Zif. 2 der EHAP-Verordnung gebunden, dass am stärksten benachteiligte Personen" natürliche Personen (Einzelpersonen, Familien, Haushalte oder aus diesen Personen zusammengesetzte Gruppen) sind, deren Unterstützungsbedarf anhand von objektiven Kriterien festgestellt wurde; diese Kriterien werden von den zuständigen nationalen Behörden nach Anhörung der Interessenträger und unter Vermeidung von Interessenkonflikten aufgestellt oder von den Partnerorganisationen definiert und von den zuständigen nationalen Behörden genehmigt, und sie können Elemente umfassen, durch die es möglich wird, sich gezielt an die am stärksten benachteiligten Personen in bestimmten geografischen Gebieten zu wenden.
Die Unionsmitgliedstaaten und die Europäische Kommission sind verpflichtet jegliche Form der Diskriminierung aufgrund des Geschlechts, der Rasse oder ethnischen Herkunft, der Religion oder Weltanschauung, einer Behinderung, des Alters oder der sexuellen Ausrichtung beim Zugang zum Fonds und den aus dem Fonds geförderten Programmen und Vorhaben zu verhindern (Artikel 5 Abs. 1 UAbs. 2) und dass die Achtung der Würde der am stärksten benachteiligten Personen gewahrt wird (Artikel 5 Abs. 14 EHAP-Verordnung).
Der Europäische Rechnungshof hat in seinem Bericht 05/2019 festgestellt, dass in der Realität die Hälfte der vom Rechnungshof geprüften Unionsmitgliedstaaten die Hilfe nicht auf eine spezifische schutzbedürftige Gruppe oder Armutssituation ausrichtet. Es müsse jedoch, so die Kritik des Rechnungshofes, damit der Europäischer Hilfsfonds für die am stärksten von Armut benachteiligten Personen neben anderen Förderprogrammen einen Mehrwert für die EU erbringe, auf die Personen abgestellt werden, die Unterstützung am dringendsten benötigen, oder aber die Unterstützung auf die extremsten Formen der Armut ausgerichtet werden.

## Finanzielle Mittel des Europäischen Hilfsfonds
Die zweckgebundenen Mittel des Europäischen Hilfsfonds für die erste Förderperiode 2014 bis 2020 betragen rund 3,4 Mrd. Euro (Artikel 6 Abs. 1 EHAP-Verordnung). Dies wird ergänzt durch eine 15%ige nationale Kofinanzierung, die die Mitgliedstaaten im Einklang mit ihren nationalen Programmen beisteuern müssen.
Der Europäische Hilfsfonds wird in den meisten Unionsmitgliedstaaten als ein Nahrungsmittelhilfeprogramm angewendet. 83 % der Mittel werden für Nahrungsmittelhilfe in den Unionsmitgliedstaaten eingesetzt. Ermöglicht wird dies durch die Verordnung zum Europäischen Hilfsfonds (EU 223/2014), wodurch es den Mitgliedstaaten erlaubt wird, Nahrungsmittelhilfe weitgehend so zu finanzieren wie im Rahmen des früheren Europäische Nahrungsmittelhilfeprogramm für Bedürftige (MDP). Nur vier Unionsmitgliedstaaten (Dänemark, Deutschland, Niederlande und Schweden) haben sich bislang dafür entschieden, den Schwerpunkt ihrer Programme auf spezifische Maßnahmen zur sozialen Inklusion zu legen (sogenannte operationelle Programme Typ II). Diese Maßnahmen umfassen daher nur einen Anteil von 2,5 % des Fondsvolumens. In Deutschland sind die Förderschwerpunkte die Zuwanderung und die Wohnungslosigkeit (Beratung und Sachleistungen), in Österreich wurde das Projekt Schulstartpaket mit konkreten Sachleistungen eingeführt.
Für den nächsten Programmplanungszeitraum nach 2020 hat die Europäische Kommission daher vorgeschlagen, den Europäischen Hilfsfonds in den neuen Europäischen Sozialfonds (ESF+) zu integrieren, mit dem u. a. spezifische Ziele zur Bekämpfung materieller Deprivation verfolgt werden sollen.

## Programme des EHAP
Die Unionsmitgliedstaaten können zwischen zwei verschiedenen Arten von operationellen Programmen (OP) wählen oder sich für beide Arten von Programmen entscheiden:
- operationelle Programme Typ I umfassen Nahrungsmittelhilfe und materielle Unterstützung (Beispiele):
  - Ausgabe von Lebensmittelpaketen,
  - Unterstützung von Organisationen, die warme Mahlzeiten für Obdachlose bereitstellen oder Schlafsäcke und Hygieneartikel an sie verteilen, oder
  - Förderung von Schulmittagessen für Kinder, die in Armut leben, oder die Unterstützung ihrer Familien.
  - flankierende Maßnahmen, die darauf abzielen, die soziale Ausgrenzung der am stärksten benachteiligten Personen abzumildern. Dabei kann es sich um Maßnahmen wie Beratung in Bezug auf persönliche Hygiene oder Kochkurse handeln, aber auch um die Bereitstellung von Informationen über die verfügbaren nationalen Sozialhilfeprogramme.[15]
- operationelle Programme Typ II sind Maßnahmen, die auf die soziale Inklusion klar definierter Gruppen unter den am stärksten benachteiligten Personen abzielen. Solche Maßnahmen sollten eindeutig mit nationalen Strategien zur sozialen Inklusion verknüpft sein und können von Beratungstätigkeiten reichen, die denen gleichen, die bei den flankierenden Maßnahmen der perationellen Programme Typ I zur Verfügung stehen, bis hin zu Maßnahmen zur sozialen Inklusion, wie sie im Rahmen des ESF angeboten werden.[15]

## Ablauf der Förderung
Von den Unionsmitgliedstaaten werden nationale Programme, Projekte oder Maßnahmen gesammelt, die von der öffentlichen Hand oder Einrichtungen der Zivilgesellschaft vorgeschlagen werden. Die Europäische Kommission genehmigt diese nationalen Programme, wenn diese den Förderrichtlinien und Vorgaben der Verordnung (EU) 223/2014 entsprechen. Die Unionsmitgliedstaaten können daher weitgehend selbst entscheiden, welche Art von Hilfe sie für welche Personen leisten möchten oder auch nicht. So können z. B. Nahrungsmittel oder eine sonstige materielle Unterstützung vorgesehen werden oder eine Kombination aus beidem. Auch obliegt es den Unionsmitgliedstaaten, wie sie die Anschaffung der Nahrungsmittel bzw. der materiellen Unterstützung und deren Verteilung organisieren, sofern dabei die Kriterien dafür objektiv und transparent nachvollziehbar sind.